# インファンタ・エレナ (コルベット)
インファンタ・エレナ（スペイン語：Infanta Elena, F 33、P 76）は、スペイン海軍のコルベット。デスクビエルタ級コルベットの3番艦。艦名はエレナ王女に由来する。

## 艦歴
「インファンタ・エレナ」は、バサンカルタヘナ造船所で建造され、1976年1月26日に起工、1976年9月14日に進水、1980年4月12日に就役しカルタヘナ基地の第21護衛隊に配備される。
1991年、湾岸危機が発生し国際連合主導による禁輸監視活動のため、フリゲート「F 82 ビクトリア」、「F 36 ベンセドラ」と共にペルシャ湾に派遣される。
2002年、ペレヒル島の危機に対応した、ロメオ・シエラ作戦に参加した。
2003年、コルベットとしては最後となるガルフレックス03演習（Gruflex ' 03）に参加した。
2004年1月13日に哨戒艦に艦種が変更され、番号もP 76に変更される。その後、2004年9月から2005年6月にかけて哨戒活動に必要な警備用小型船艇3隻（ゾディアックMk5が2隻とヴァリアント750が1隻）を搭載できる様に改修された。
2008年には国際連合安全保障理事会決議1707と国際連合安全保障理事会決議1832に基づく枠組みで、レバノンでのヒズボラ向け兵器密輸監視活動のため　スペイン、フランス、イタリアおよびポルトガルで部隊を構成し国際連合レバノン暫定駐留軍に参加するため、カルタヘナ基地を出港し任務に就く。
2011年2月にはアタランタ作戦に参加するためソマリア沖・アデン湾に展開する。
2012年2月27日、再びアタランタ作戦に参加し、4月18日にはタンザニア沖50マイルの沖合にて海賊に乗っ取られた見られるスリランカ籍の漁船に対し接舷移乗班を派遣し、ソマリアの海賊7人とスリランカ人乗員6人を特定した。解放されたスリランカ人乗組員は4月21日にタンザニアのダルエスサラーム近海にてタンザニア海軍部隊に引き渡され、その後航空機で帰国している。